# 梁裕龍
梁裕龍，醫生，1994年取得香港中文大學醫學科學學士學位，1996年取得香港中文大學內外全科醫學士學位，2000年成為英國愛丁堡皇家外科醫學院院員。榮膺「2010香港十大傑出青年」。

## 備註
1. ↑  .   [2012-03-24]. （原始内容存档于2012-01-10）.

## 外部連結
- 公院人手流失　眼科第二高 名醫梁裕龍、范舒屏轉投養和
- 香港精神．傑青系列．梁裕龍仁術扶貧復明 （页面存档备份，存于）